# Okeechobee-Hurrikan (1928)
Der Okeechobee-Hurrikan oder Huracán San Felipe Segundo war der folgenschwerste tropische Wirbelsturm der atlantischen Hurrikansaison 1928. Er zog im September des Jahres über Guadeloupe, die Inseln über dem Winde, Puerto Rico, die Bahamas und Florida. Der Hurrikan entstand am 6. September vor der Westküste Afrikas und intensivierte sich im Tagesverlauf zu einem tropischen Sturm, kurz bevor er südlich der Kapverden vorbeizog. In den folgenden Tagen wanderte der Sturm westwärts über den tropischen Atlantik und entwickelte sich dabei zunächst kaum, dann jedoch rasch. Er erreichte am 12. September Guadeloupe. Der Hurrikan verwüstete die Inseln stark, und durch seine Auswirkungen kamen dort 1200 Personen um. Auch die Inseln Martinique, Montserrat und Nevis meldeten Sach- und Personenschäden, doch erreichten diese bei weitem nicht das Niveau der Schäden in Guadeloupe.
Am Mittag des 13. September erreichte der Hurrikan als erster Hurrikan mit gemessenen andauernden Windgeschwindigkeiten über 200 km/h die Kategorie 5 der einige Jahrzehnte später eingeführten Saffir-Simpson-Hurrikan-Skala. Es handelt sich bis heute um das einzige Mal seit Beginn verlässlicher Beobachtungen, dass ein Hurrikan in dieser Stärke auf Puerto Rico traf. Auf der Insel wurden durch die Auswirkungen des Hurrikans 312 Personen getötet. Starke Winde zerstörten 24.728 Häuser und beschädigten 142.444 weitere; mehr als eine halbe Million Inselbewohner wurden obdachlos. Starkregen schädigte Vegetation und Landwirtschaft. Der wirtschaftliche Schaden auf der Insel wurde mit 50 Millionen US-Dollar (800 Millionen US-Dollar in heutigen Preisen) beziffert. Beim Überqueren der Insel verlor der Hurrikan an Kraft und erreichte deswegen die Bahamas als Kategorie-4-Hurrikan, wo dank guter Vorbereitungen auf den Sturm nur 18 Menschen durch die Sturmauswirkungen ihr Leben verloren.
Früh am 17. September gelangte der Hurrikan bei West Palm Beach mit Windgeschwindigkeiten von 238 km/h über das Festland Floridas. 1711 Häuser in der Stadt wurden zerstört, doch am schwersten traf es Florida im Bereich des Lake Okeechobee. Die vom Wind erzeugte Sturmflut schwappte über den südlichen Rand des Sees und überschwemmte hunderte von Quadratkilometern Land bis zu sechs Meter hoch, darunter Belle Glade, Canal Point, Chosen, Pahokee und South Bay. Mindestens 2500 Bewohner Floridas wurden durch die Sturmauswirkungen getötet. Über dem Festland Floridas schwächte sich der Hurrikan in die Kategorie 1 ab und schlug eine nordöstliche Bahn ein. Einen Tag später gelangte der Hurrikan noch einmal über den offenen Ozean und schließlich bei Edisto Island, South Carolina, mit Windgeschwindigkeiten von 140 km/h endgültig über Land. In der Frühe des 19. Septembers löste sich das System über North Carolina auf. Insgesamt verursachte der Sturm Sachschäden von mehr als 100 Millionen US-Dollar (1.600 Millionen US-Dollar in heutigen Preisen) und tötete mindestens 4079 Menschen. Beim Deichbruch des Okeechobeesees im südlichen Florida starben mindestens 2500 Menschen.

## Sturmverlauf

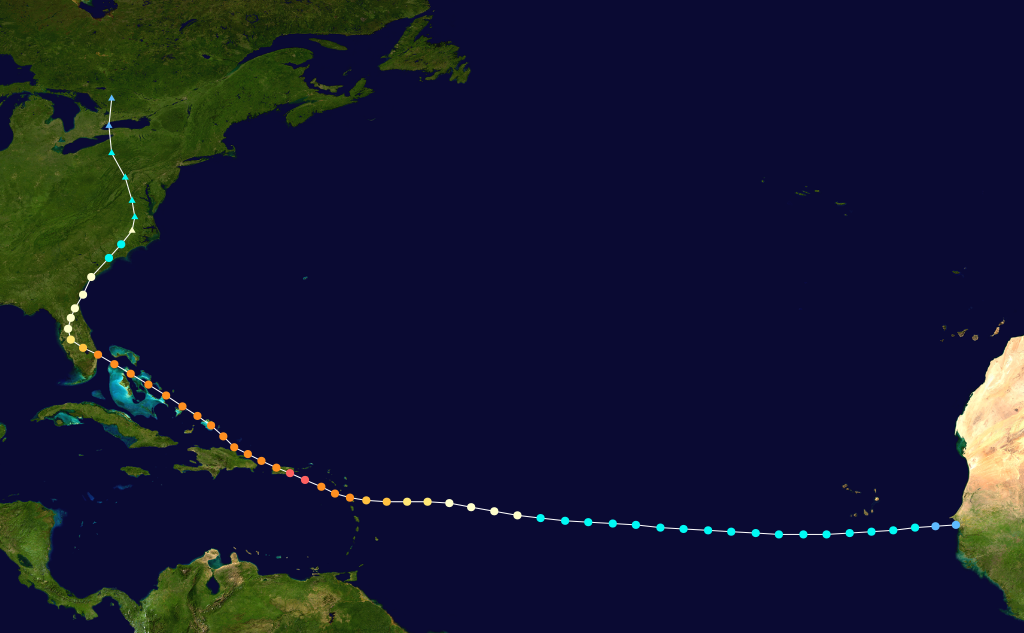
Verlauf des Hurrikans

Am 6. September meldeten Schiffe ein sich direkt vor der Westküste Afrikas bei Dakar, Senegal bildendes tropisches Tiefdruckgebiet. Am nächsten Tag meldete ein Schiff Windgeschwindigkeiten von 95 km/h – das entspricht der Windstärke 10 der Beaufortskala – und aufgrund dieser Angabe wurde im Rahmen der Hurrikanreanalyse angenommen, dass das System spät am 6. September den Status eines tropischen Sturmes erreicht hat. Weil sich der Sturm aber über mehrere Tage hinweg weitab von Land und Schiffsverkehr bewegte, führte das Fehlen von Beobachtungswerten jedoch dazu, dass das System auf seinem Weg westwärts über den tropischen Atlantischen Ozean nicht als tropischer Sturm oder Hurrikan eingestuft war. Der Sturm wurde erstmals am 10. September von der S.S. Commack, ungefähr 1450 km östlich von Guadeloupe, als solcher beobachtet. Das war der bis dahin östlichste durch Schiffsfunk gemeldete tropische Wirbelsturm. Im Tagesverlauf bestätigten zwei andere Schiffe die gemeldete Intensität, und die Hurricane Research Division des National Hurricane Center nimmt deswegen an, dass sich der Sturm am 10. September um 18:00 Uhr UTC in einen Hurrikan verstärkt hat.
Bei der Annäherung an die Kleinen Antillen intensivierte sich der Hurrikan weiter. Sein Auge überquerte am 12. September zwischen 17:30 und 18:30 Uhr UTC Guadeloupe, wo ein Luftdruck von 940 mbar gemessen wurde, was auf andauernde Windgeschwindigkeiten von 240 km/h hindeutet, dem Äquivalent der Kategorie 4 der heutigen Saffir-Simpson-Hurrikanskala. Danach zog der Hurrikan über die Leeward Islands westnordwestwärts, und das Zentrum zog etwa 15 km südlich an Saint Croix vorbei, bevor sich der Hurrikan Puerto Rico annäherte. Am 13. September überquerte das Zentrum des Hurrikans binnen acht Stunden die Insel von Südosten nach Nordwesten, nachdem er bei Guayama über Land zog und bevor er zwischen Aguadilla und Isabela wieder das Meer erreichte. Ein Schiff knapp südlich der Küste Puerto Ricos meldete einen Luftdruck von 931 mbar, und ein Anemometer in San Juan zeichnete Windgeschwindigkeiten von fast 270 km/h auf, bevor es versagte. Weil diese Station rund 50 km nördlich des Sturmzentrums lag, wurden die Windgeschwindigkeiten für  den Landfallpunkt inoffiziell mit bis zu 320 km/h angenommen. Dementsprechend gelangte der Hurrikan in Puerto Rico als Kategorie-5-Hurrikan über Land; allerdings bestehen wegen der großen Ausdehnung und der langsamen Bewegung Ungenauigkeiten in der Spitzenintensität.
| Rang                                        | Hurrikan     | Saison | Luftdruck (in mbar) |
| ------------------------------------------- | ------------ | ------ | ------------------- |
| 1                                           | Labor Day    | 1935   | 892                 |
| 2                                           | Camille      | 1969   | 900                 |
| 3                                           | Irma         | 2017   | 914                 |
| 4                                           | Katrina      | 2005   | 920                 |
| 5                                           | Andrew       | 1992   | 922                 |
| 6                                           | Indianola    | 1886   | 925                 |
| 7                                           | Florida Keys | 1919   | 927                 |
| 8                                           | Okeechobee   | 1928   | 929                 |
| 9                                           | Miami        | 1926   | 930                 |
| 10                                          | Donna        | 1960   | 932                 |
| Quelle: HURDAT, Hurricane Research Division |              |        |                     |

Nach der Überquerung von Puerto Rico hatte der Hurrikan sich abgeschwächt; der gemessene Luftdruck in Isabela von 941 mbar deutete auf Windgeschwindigkeiten von 240 km/h hin. Das System zog weiter in westnordwestlicher Richtung und streifte die Nordküste von Hispaniola. Sich wieder verstärkend passierte der Hurrikan am 15. September Grand Turk in einer Entfernung von weniger als 55 km; zu diesem Zeitpunkt erhöhten sich die andauernden Windgeschwindigkeiten auf 250 km/h. Er zog demnach als Kategorie-4-Hurrikan durch die Bahamas und befand sich am 16. September um 10:00 Uhr UTC bei Nassau. Ursprünglich war der Meteorologe Richard Gray vom U.S. Weather Bureau optimistisch, dass der Hurrikan den Süden Floridas verschonen würde.
Am 17. September um 00:00 Uhr UTC überquerte das Zentrum des Hurrikans im Südosten Floridas bei West Palm Beach mit geschätzten Windgeschwindigkeiten von 230 km/h die Küste. Diese Einschätzung resultiert aus dem in der Stadt gemessenen Luftdruck von 929 mbar, zum damaligen Zeitpunkt der niedrigste in den Vereinigten Staaten gemessene Luftdruck; der vorherige Tiefstwert von 935 mbar wurde beim Miami-Hurrikan 1926 gemessen. Spitzenböen von geschätzten 260 km/h traten bei Canal Point auf.
Auf dem Weg über das Festland und den Lake Okeechobee verlor der Hurrikan rasch an Stärke, obwohl er aufgrund seiner großen Ausdehnung noch mehrere Tage lang den Status als Hurrikan beibehalten konnte. Spät am 17. September schwenkte der Hurrikan nach Nordosten und passierte Jacksonville früh am folgenden Tag mit Windgeschwindigkeiten von 120 km/h. Um 08:00 Uhr UTC am 18. September erreichte der Sturm wieder offenes Wasser. Im Tagesverlauf verstärkte sich der Hurrikan noch einmal leicht und gelangte bei Edisto Island, South Carolina um 19:00 Uhr UTC mit Windgeschwindigkeiten von 140 km/h endgültig über Land. Die Zuggeschwindigkeit nach Nordosten beschleunigte sich, und der Hurrikan schwächte sich über North Carolina rasch in einen tropischen Sturm ab. Am 19. September ging der tropische Sturm in ein außertropisches System über und erreichte noch einmal Orkanstärke. Das System schlug schließlich eine nordnordwestliche Richtung ein und durchquerte schnell die Staaten an der Ostküste der Vereinigten Staaten. Am 21. September löste sich der frühere Hurrikan über Ontario auf, indem er mit einer anderen Störung verschmolz.
260 km/h auf Puerto Rico waren die höchste andauernde Windgeschwindigkeit, die bis dahin für einen atlantischen Hurrikan gemessen wurde. Erst 1950 wurde mit Hurrikan Dog ein stärkerer Sturm aufgezeichnet. Auf Grund dieser Messung wird der Okeechobee-Hurrikan als der erste Hurrikan im Atlantikbecken betrachtet, der die Kategorie 5 erreichte. Allerdings gilt es als sicher, dass auch frühere Stürme bereits diese Stärke erreichten, z. B. 1846 der Great Havana Hurricane, doch gab es vor 1886 keine gemessenen Windgeschwindigkeiten.

## Namensgebung
Vor 1953 gab es im atlantischen Becken noch kein offizielles Schema zur Vergabe von Namen für tropische Wirbelstürme. Seit dem Beginn der spanischen Kolonialisierung im Jahr 1492 war es ein Brauch, Hurrikane nach den römisch-katholischen Heiligen des Tages zu benennen, an dem diese auf Puerto Rico trafen. Der Hurrikan ist deswegen auch unter den Namen Huracán San Felipe Segundo oder San Felipe II Hurricane bekannt, weil das Auge des Sturms Puerto Rico am christlichen Feiertag des Heiligen Philippus erreichte. Er wurde „Segundo“ (span. „der Zweite“) genannt, weil Puerto Rico schon einmal, 52 Jahre zuvor, am gleichen Tag des Jahres 1876, von einem zerstörerischen Hurrikan heimgesucht wurde, dem San-Felipe-Hurrikan. 1953 begannen die Vereinigten Staaten damit, Hurrikane mit weiblichen Vornamen zu benennen – von 1978 an wurden im jährlichen Wechsel Vornamen beiderlei Geschlechts verwendet –, doch auf Puerto Rico endete die offizielle Benennung nach Heiligen erst 1960.

## Auswirkungen
| Todesopfer nach Region | Todesopfer nach Region |
| Region                 | Tote                   |
| ---------------------- | ---------------------- |
| Martinique             | 3                      |
| Guadeloupe             | 1200                   |
| Montserrat             | 42                     |
| Nevis                  | 3                      |
| Puerto Rico            | 312                    |
| Bahamas                | 19                     |
| Florida                | 2500+                  |
| Gesamt                 | 4079+                  |

### Leeward Islands
Der Hurrikan intensivierte sich, als er über die Leeward Islands hinwegzog. Auf Dominica wurden Windgeschwindigkeiten von 20 Knoten (rund 37 km/h) gemessen. Schäden wurden hier nicht gemeldet. Auf dem südlich der Zugbahn gelegenen Martinique kamen durch die Auswirkungen des Sturmes drei Menschen um. Guadeloupe wurde vom Hurrikan direkt und offensichtlich ohne ausreichende Vorwarnung getroffen, denn dort verloren 1200 Personen ihr Leben. Die französische Regierung in Paris gab an, der Hurrikan hätte dort „große Zerstörungen“ verursacht. Etwa 85–95 % der Bananenstauden und 70–80 % der Obstbäume wurden schwer geschädigt, und 40 % der Zuckerrohrernte wurden vernichtet.
Die nördlich der Zugbahn gelegene Insel Montserrat wurde vor dem Sturm gewarnt; dennoch kam es zu Sachschäden in Höhe von 150.000 Pfund Sterling (in Preisen von 1928; 9.618.500 £ in heutigen Preisen). 42 Personen wurden durch die Sturmauswirkungen getötet. Die Orte Plymouth und Salem wurden verwüstet, und die Ernteausfälle führten zu hungersnotähnlichen Zuständen, bevor Hilfslieferungen eintrafen. Die Inseln St. Kitts und Saint Croix ließ der Hurrikan bei der Passage südlich liegen. Dort kam es zwar zu schweren Schäden an Eigentum und der Landwirtschaft, doch wurden von diesen Inseln keine fatalen Personenschäden gemeldet. Die Insel Nevis meldete drei sturmverursachte Todesfälle.

### Puerto Rico

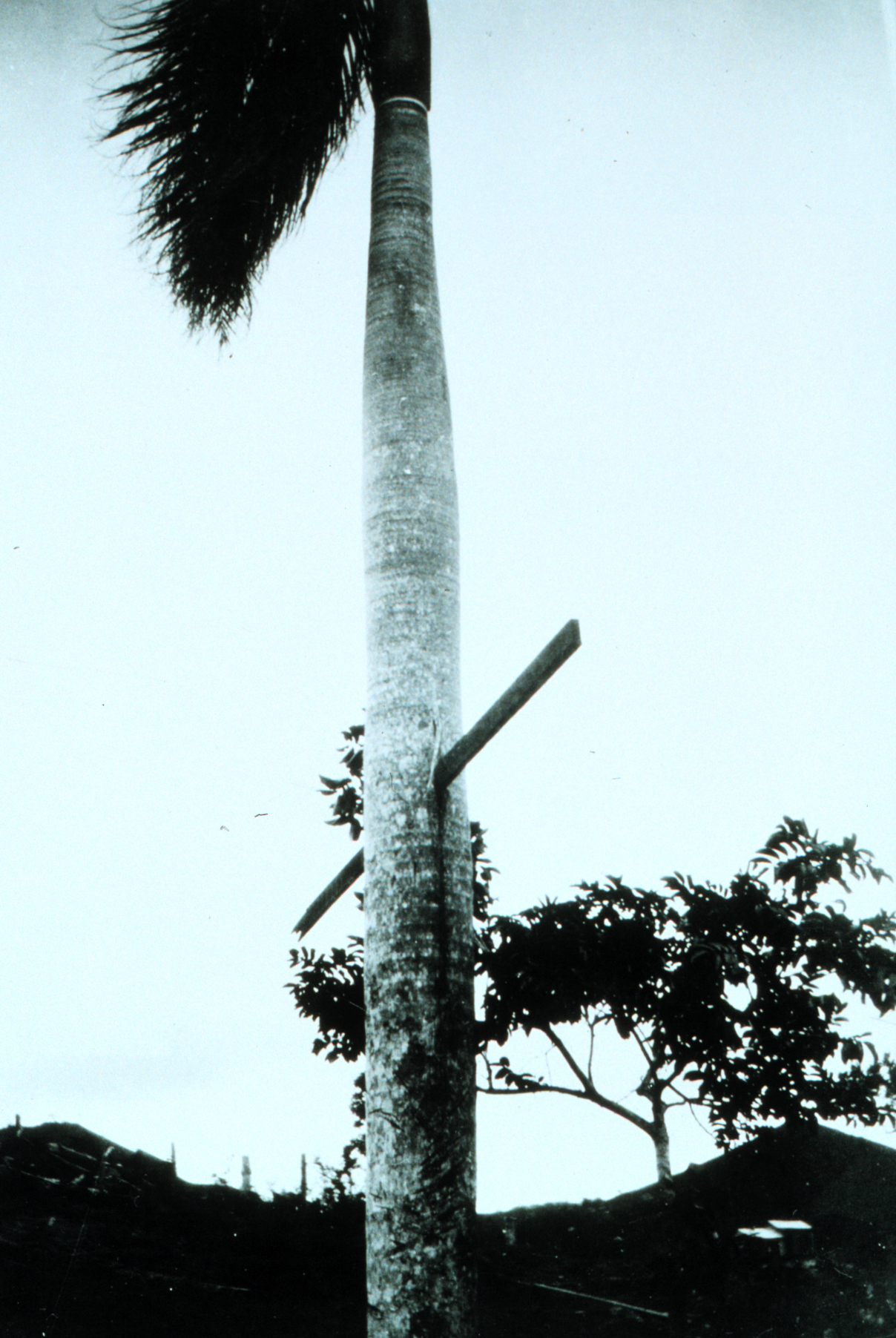
Winde in Orkanstärke trieben dieses 3 m lange Holzstück in eine Palme in Puerto Rico.

Als der Sturm in der Nähe von Dominica war, warnte das Weather Bureau in San Juan, Puerto Rico über die Gefahr, dass ein Hurrikan die Insel binnen ein oder zwei Tagen treffen könnte. Die Warnung wurde per Telegraph an die 75 Polizeidistrikte geschickt und alle zwei Stunden von der Marinerundfunkstation gesendet; es handelte sich um das erste Mal, dass Hurrikanwarnungen über Rundfunk verbreitet wurden. Die Warnungen wurden auch an zwölf Häfen entlang der Südküste gesendet, sodass Schiffe im Hafen blieben oder die Nähe der Insel mieden. Die effektive Vorbereitung gilt als Grund für die verhältnismäßig geringe Opferzahl von 312 Toten; nicht ein einziges Schiff ging in der Nähe von Puerto Rico auf See verloren. Im Vergleich dazu starben 1899 durch die Auswirkungen des San-Ciriaco-Hurrikan etwa 3000 Menschen.
Nach Angaben des Büros des National Weather Service in San Juan war der Sturm „der bis zu dieser Zeit stärkste und intensivste und zerstörerischste aufgezeichnete Hurrikan in Puerto Rico“. Die stärksten Winde bekam die Insel ab, als der Sturm als Kategorie-5-Hurrikan direkt auf die Insel traf. Der Hurrikan hatte während der Überquerung Puerto Ricos eine extrem große Ausdehnung. Die in Guayama gemessenen Windgeschwindigkeiten erreichten 18 Stunden lang Orkanstärke; weil die Zuggeschwindigkeit mit 21 km/h angenommen wurde, wird der Durchmesser des Windfeldes in Orkanstärke grob auf knapp 380 km geschätzt.
Der am 13. und 14. September gemessene Niederschlag war bis zu Hurrikan Maria (2017) der höchste im Zusammenhang mit einem Hurrikan in Puerto Rico beobachteten Niederschlag in einer Zeitdauer von 48 Stunden.  In Gebieten der Insel, wo Niederschlag häufig ist, etwa in der Cordillera Central und in der Sierra de Luquillo, fielen mehr als 640 mm Niederschlag; in Adjuntas wurden 750 mm Niederschlag gemessen. Das Anemometer in Puerta de Tierra verlor am 13. September um 11:44 Uhr Ortszeit einen der Löffel, als es gerade eine Windgeschwindigkeit von 240 km/h gemessen hatte, die mehr als fünf Minuten angehalten hatte. Zuvor hatte das Gerät eine Minute lang 260 km/h gemessen. Weil das Gerät sich etwa 50 km entfernt vom Auge des Hurrikans befand, scheint es möglich, dass die Schätzungen von 320 km/h für die Nähe des Zentrums nicht überzogen sind.
Auf der Insel kam es verbreitet zur völligen Zerstörung, und die Städte, über die das Auge direkt hinweg zog, wurden regelrecht weggefegt. Der Sachschaden durch Wind und Regen war katastrophal. Die nordöstliche Ecke der Insel bekam Winde in der Kategorie 3 ab. Mehrere hunderttausend Bewohner Puerto Ricos wurden obdachlos; laut offiziellen Berichten töteten die Sturmauswirkungen 312 Personen und verursachten Schäden von 50 Millionen US-Dollar (in Preisen von 1928; in heutigen Preisen 800 Millionen US-Dollar).
Auf der Insel gab es kein Gebäude, das nicht irgendwie betroffen war. Einige Zuckermühlen, deren Bau Millionen von Dollar gekostet hatte, wurden in Trümmer zerlegt. Berichten zufolge wurden 24.728 Häuser völlig und 192.444 teilweise zerstört. Die meisten Felder für Zuckerrohr wurden überflutet, wodurch die Ernte des Jahres ruiniert wurde. Die Hälfte der Kaffeepflanzen und sie beschirmenden Schattenbäume wurden vernichtet, und die Kaffeeernte ging fast völlig verloren. Die Kaffeeindustrie war auf Jahre hinaus geschädigt, weil es entsprechend Zeit erfordert, bis die notwendigen Schattenbäume nachgewachsen waren. Nach diesem Hurrikan gewann Puerto Rico seine Stellung als führender Kaffeeexporteur nicht mehr zurück. Auch die Tabakfarmer erlitten große Verluste.
Die Kommunikationsverbindungen wurden durch umgestürzte Bäume, Erdrutsche und zerstörte Brücken behindert. 770 Schulgebäude wurden zerstört oder beschädigt. San Felipe II ist offiziell der stärkste und folgenschwerste Hurrikan, der je die Insel getroffen hat.

### Dominikanische Republik und Bahamas
| Rang                                                  | Hurrikan                 | Jahr | Todesopfer    |
| ----------------------------------------------------- | ------------------------ | ---- | ------------- |
| 1                                                     | Großer Hurrikan von 1780 | 1780 | 22.000+       |
| 2                                                     | Hurrikan Mitch           | 1998 | 11.000–18.000 |
| 3                                                     | Galveston-Hurrikan 1900  | 1900 | 6.000–12.000  |
| 4                                                     | Hurrikan Fifi            | 1974 | 8.000–10.000  |
| 5                                                     | San-Zenon-Hurrikan       | 1930 | 2.000–8.000   |
| 6                                                     | Hurrikan Flora           | 1963 | 7.186–8.000   |
| 7                                                     | Pointe-à-Pitre           | 1776 | 6.000+        |
| 8                                                     | Neufundland-Hurrikan     | 1775 | 4.000–4.163   |
| 9                                                     | Okeechobee-Hurrikan      | 1928 | 3.375–4.075   |
| 10                                                    | San-Ciriaco-Hurrikan     | 1899 | 3.064–3.433+  |
| Rangordnung nach der höchsten angenommenen Opferzahl. |                          |      |               |

Nachdem der Hurrikan Puerto Rico hinter sich gelassen hatte, zog er direkt nördlich an Hispaniola vorbei, verursachte jedoch in der Dominikanischen Republik nur sehr wenige Schäden. Das ist zurückzuführen auf den relativ kleinen Kern und die auf der Südseite des Zentrums schwächeren Winde. Die Ausgabe von Sturmwarnungen reduzierte die Zahl der Schiffe, die dem Hurrikan ausgesetzt waren, in dem Gebiet.
Während der Hurrikan nahe an Grand Turk vorbeizog, wurde dort eine Windgeschwindigkeit um 195 km/h aufgezeichnet. Ein Report von einem Schiff, das in der Region unterwegs war, meldete:

“The force of the wind … could only be judged by the noise made by the storm, which reminded me of the New York subway going full speed passing switches.”

„Die Kraft des Windes… konnte nur beurteilt werden anhand des Lärms, den der Sturm machte, was mich an eine New Yorker U-Bahn erinnerte, die bei voller Geschwindigkeit die Weichen überfährt.“

Winde erreichten in Nassau knapp 195 km/h, bevor das Anemometer versagte. Außerdem lud der Wind in der Region starke Niederschläge ab, etwa rund 230 mm in Nassau. Wie in Puerto Rico hatten die Behörden der Bahamas ihre Bevölkerung umfassend vor den Annäherung des Hurrikans gewarnt, und die Vorbereitungen hatten Verluste an Menschenleben auf den Bahamas minimiert. Zwei Boote wurden zu Wracks, als sie in Grand Turk ans Ufer gespült wurden, doch die Besatzungen wurden gerettet. Eine Slup auf dem Weg von Ambergris Caye nach Grand Turk ging unter, und alle 18 Mann an Bord kamen um. Auf den Bahamas verursachte der Sturm vor allem Schäden an Eigentum und an der Ernte.
In Nassau zerstörte der Sturm einige Gebäude, die erst nach dem Nassau-Hurrikan 1926 instand gesetzt worden waren. Ein Mädchen ertrank, nachdem es in einen offenen mit Sturmregenwasser gefüllten offenen Graben fiel. Im Fort Montague Hotel beschädigten die Sturmauswirkungen Fenster, Türen und Möbel. Ähnliche Schäden meldete das Royal Victoria Hotel; das British Colonial Hotel wurde weitgehend verschont, doch die Gärten der drei genannten Hotels wurden so stark verwüstet, dass sie nicht mehr erkennbar waren.
Über Bimini wurden andauernde Windgeschwindigkeiten von 190 km/h beobachtet; diese verursachten starke Schäden an Gebäuden. 95 Häuser und einige weitere Gebäude, darunter einige Kirchen und Regierungsgebäude wurden auf Eleuthera beschädigt oder zerstört. Geringe Schäden wurden von Rum Cay gemeldet, wo der Großteil der Ernte vernichtet wurde. Auf San Salvador wurden vier Gebäude zerstört, darunter zwei Kirchen, und mehrere andere Bauwerke wurden gering beschädigt. Hier wurde die Ernte von Feldfrüchten fast vollständig vernichtet.

### Florida
| Rang                            | Hurrikan            | Saison | Opfer       |
| ------------------------------- | ------------------- | ------ | ----------- |
| 1                               | „Galveston“         | 1900   | 8000–120001 |
| 2                               | „Okeechobee“        | 1928   | > 25001     |
| 3                               | Katrina             | 2005   | 1836        |
| 4                               | „Cheniere Caminada“ | 1893   | 1100–14001  |
| 5                               | „Sea Islands“       | 1893   | 1000–20001  |
| 6                               | „Florida Keys“      | 1919   | 778         |
| 7                               | „Georgia“           | 1881   | 7001        |
| 8                               | Audrey              | 1957   | 416         |
| 9                               | „Labor Day“         | 1935   | 408         |
| 10                              | „Last Island“       | 1856   | 4001        |
| 1geschätzt, gesamt Quelle: NOAA |                     |        |             |

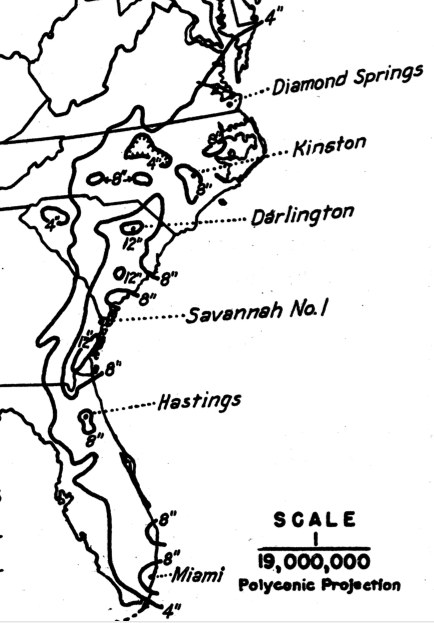
Regenmengen für den Okeechobee-Hurrikan vom 15. bis 19. September 1928

Während der Hurrikan noch durch die Bahamas pflügte, gab das Weather Bureau Sturmwarnungen für den Bereich zwischen Miami und Titusville aus, die später zwischen Miami und Daytona Beach zur Hurrikanwarnung erweitert wurden. Der Wetterdienst forderte die Bewohner dazu auf, Maßnahmen gegen die Auswirkungen des Hurrikans zu ergreifen und nannte vor allem das Potential hoher Windgeschwindigkeiten und starken Wellengangs. Hurrikanwarnungen wurden außerdem für die Westküste Floridas zwischen Punta Rassa und Apalachicola veröffentlicht, und nachdem der Sturm eine Kurve machte, an der Ostküste bis nach Jacksonville erweitert. Wegen der rechtzeitigen Warnungen waren die Bewohner eigentlich gut vorbereitet auf den Hurrikan, und im Küstengebiet um Palm Beach kamen nur 26 Personen um.
Mit hohen Windgeschwindigkeiten traf der Hurrikan auf den Süden Floridas; drei inoffizielle Messungen ergaben Windgeschwindigkeiten von 160 km/h. In Miami. südlich des Sturmzentrums, wurde eine Windgeschwindigkeit von 126 km/h gemessen, und noch weiter südlich in Key West von nur 63 km/h. Das Auge des Hurrikans beim Landfall hatte eine Weite von 40 km, und die beim Überqueren des landeinwärts gelegenen Lake Okeechobee durch das Auge wurde für die Dauer von 30 Minuten eine Windstille gemessen. Zuvor wurden die Windgeschwindigkeiten in Canal Point, am See gelegen, auf bis zu 160 Meilen pro Stunde geschätzt (etwa 255 km/h): doch das Anemometer wurde vom Wind weggeblasen, kurz nachdem es 120 km/h gemessen hatte. Der Luftdruck in Canal Point fiel auf 942 mbar. Der niedrigste Luftdruck nördlich des Lake Okeechobee war 966 mbar in Bartow. An der Westküste Floridas erreichte der Wind in Tampa 50 km/h.
Durch den Hurrikan wurden in Florida tausende von Personen obdachlos, und der Sachschaden wurde geschätzt auf 25 Millionen US-Dollar (395,6 Millionen US-Dollar). Der Wirbelsturm ist immer noch einer von drei atlantischen Hurrikanen, die auf das Festland Südfloridas mit einem Luftdruck von unter 940 mbar getroffen sind – die beiden anderen sind der Miami-Hurrikan 1926 und Hurrikan Andrew von 1992.
Zusätzlich zu den Verlusten an Menschenleben kam es zu Verlusten am lebenden Inventar der Landwirtschaft: 1278 Stück Vieh und 47.389 Stück Geflügel wurden durch den Sturm getötet. Auch die Ernte der Landwirtschaft wurde signifikant geschädigt; so verhinderte der Sturm was zur „Zitrusernte der Geschichte“ hätte werden können. Etwa 6 % der Orangen und 18 % der Grapefrüchte wurden zerstört, und die Einbringung der verbliebenen Früchte verzögerte sich wegen der Überschwemmung von Plantagen bis Mitte Oktober. Auch die Telekommunikation wurde stark gestört: in 32.000 Haushalten waren die Telefonverbindungen unterbrochen, etwa 400 Telefonmasten waren gebrochen und weitere 2500 standen nicht mehr gerade. Der Gouverneur von Florida John W. Martin schätzte die Zahl der obdachlos gewordenen Familien nur im Palm Beach County auf 35.000, für weitere 11.500 Familien wäre eine komplette Neuausstattung notwendig.

#### Südflorida

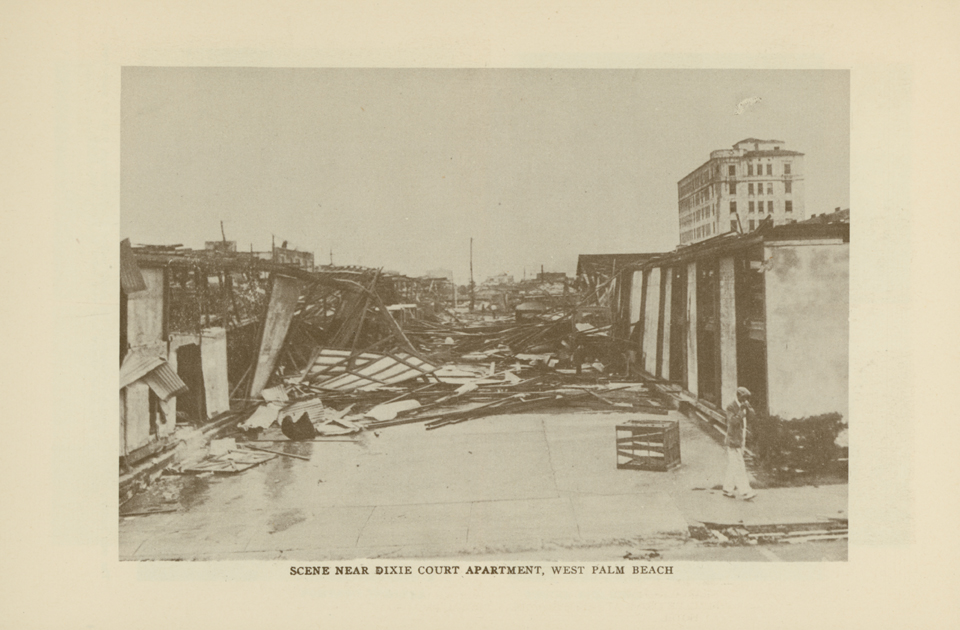
Nach dem Hurrikan in West Palm Beach, Florida

In Miami war der Sachschaden minimal und beschränkte sich auf zerbrochene Fenster und zerfetzte Markisen. In Hollywood und Fort Lauderdale wurden Fenster und Dächer beschädigt, doch hielten sich die Sachschäden in Grenzen. Zahlreiche Stromversorgungs- und Telefonleitungen in Fort Lauderdale wurden niedergerissen.  In Deerfield Beach wurden fast alle Holzrahmenhäuser zerschlagen, und nach Aussagen von Bewohnern wurde die Hälfte aller Wohnhäuser demoliert. Ebenfalls zerstört wurden das Postamt, der Bahnhof und ein ganzer Block von Gewerbebauten. Ein achtjähriger Junge ertrank in einem Graben unweit der Stelle, wo seine Familie Schutz gesucht hatte. In Boca Raton wurden zwei Garagen und mehrere Häuser zerstört. Die Fenster und das Dach des Cloister Inn wurden beschädigt. Auf der anderen Straßenseite wurden 32 Güterwagen eines Zuges der Florida East Coast Railway vom Wind umgeworfen. Etwas weiter nördlich wurde ein Lagerhaus dem Erdboden gleichgemacht, ebenso ein Gebäude mit Restaurant und Laden. In Delray Beach starben nach Polizeiangaben sturmbedingt drei Personen. Vier Kirchen wurden schwer beschädigt, und die Hotels Alta Repp und Seacrest verloren Teile ihrer Dächer. Hier und in Lantana wurden alle Häuser und der Bahnhof beschädigt. In Boynton Beach wurden 75 Prozent der Gewerbebauten völlig zerstört. Fünfzehn Personen wurden verletzt, als das Dach des Auditoriums einer Highschool abgedeckt wurde. Weiter nördlich, zwischen Pompano Beach und Jupiter wurden Gebäude durch den starken Wind und die bis zu drei Meter hohe Sturmflut stark beschädigt.

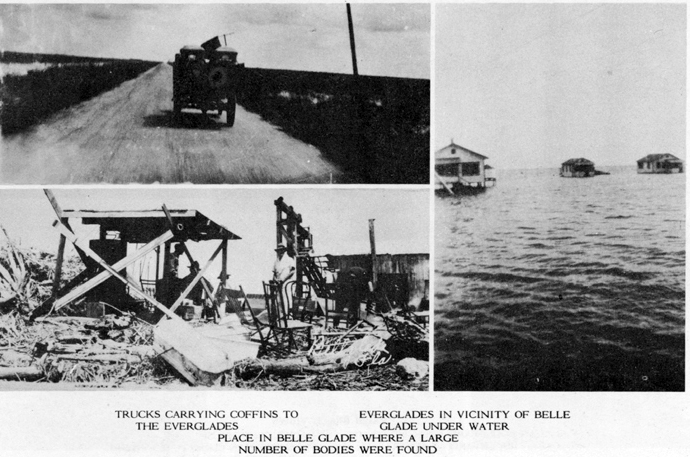
Auswirkungen des Hurrikans im südlichen Florida

In Lake Worth wurde etwa die Hälfte der Häuser beschädigt oder zerstört, darunter drei Viertel der Bauwerke im Central Business District. Die Auswirkungen entlang der Küste waren am stärksten in Palm Beach. Die Sachschäden entlang der Küste beliefen sich auf mehrere Millionen US-Dollar. Aufgrund der Sturmwarnungen waren die Bewohner der Gegend auf den Hurrikan verhältnismäßig gut vorbereitet. 26 Personen starben in diesem Gebiet durch die Auswirkungen des Hurrikans. In West Palm Beach zerstörte der Sturm 1711 Häuser und beschädigte 6369 andere; er zerstörte 268 Gewerbebetriebe und beschädigte 490 andere. Der Sachschaden in der Stadt wurde mit 13,8 Millionen US-Dollar (in heutigen Preisen: 218.366.000 US-Dollar) angegeben. Genauso gab es in Palm Beach schwere Windschäden, darunter an einigen Bauwerke, die Henry Flagler bauen ließ, wie etwa The Breakers, das Royal Poinciana Hotel und Whitehall wurden beschädigt. In Mar-a-Lago kam es außer umgestürzten Bäumen nur zu geringen Auswirkungen. La Guerida, das Haus von Rodman Wanamaker, das während der Präsidentschaft von John F. Kennedy auch als Winter White House bekannt werden würde, wurde während des Sturms stark beschädigt. Die Hotels The Alba, Billows, New Palm Beach und Royal Daneli verzeichneten Wasserschäden, ersteres ging auch des Daches verlustig. Der Rainbow Pier wurde nur gering beschädigt; außer Schäden an den Geländern wurde das Büro des Hafenverwalters weggeweht. Ungefähr 600 Bauwerke, darunter 10 Hotels, wurden in Palm Beach beschädigt, und der Sachschaden wurde mit über 2 Millionen US-Dollar (in heutigen Preisen: 32 Millionen US-Dollar) angegeben.
Die stärksten Winde in der Augenwand betrafen den Norden des Palm Beach County, insbesondere die Umgebung von Jupiter, da das Zentrum des Hurrikans weiter südlich über Land zog. Beim Jupiter Inlet Lighthouse drückte sich der Mörtel „wie Zahnpasta“ aus den Fugen der Backsteine; der Turm wurde auf seiner Basis 43 cm verrückt. Der Leuchtturmwärter und sein Sohn versuchten, den Betrieb des Leuchtturms auch nach dem Ausfall des elektrischen Stroms aufrechtzuerhalten und kurbelten die Mechanik per Hand. Das Gebäude, in dem das Büro des Weather Bureaus untergebracht war, wurde zerstört. Unweit wurden sechs Personen getötet, als ein Haus kollabierte, und westlich von Jupiter kamen sechs Personen um, als die Schule, in der sie Zuflucht gesucht hatten, einstürzte.

#### Lake Okeechobee und Everglades
Im Landesinnern verbreitete der Hurrikan entlang der stark besiedelten Küste des Lake Okeechobee wesentlich höhere Schäden. Die Bewohner waren tagsüber aufgefordert worden, das niedrig gelegene Gebiet zu verlassen, doch als der Hurrikan nicht zum prognostizierten Zeitpunkt eingetroffen war, gingen viele davon aus, dass er vorübergezogen wäre und kehrten in ihre Häuser zurück. Aufgrund starker Regenfälle in den Wochen vor dem Eintreffen des Hurrikans war der Pegel des Sees zwischen dem 10. August und dem 10. September bereits um knapp einen Meter gestiegen, und benachbarte Gräben und Kanäle waren gut gefüllt. Die Niederschläge durch den Hurrikan ließen den Wasserstand im See weiter steigen. Während der stärksten Phase des Hurrikans im Bereich des Sees sorgte der nach Süden wehende Wind dafür, dass eine Sturmflut über den kleinen Deich am Südende des Sees schwappte. Das niedrig liegende Gebiet dahinter wurde auf einer Fläche von mehreren hundert Quadratkilometern überschwemmt, und an manchen Stellen stand das Wasser über sechs Meter hoch. Häuser schwammen von ihren Fundamenten weg und zerschellten an allen möglichen Hindernissen, auf die sie trafen. Die meisten Überlebenden und Leichen wurden in die Everglades gespült, wo viele der Leichen nie gefunden wurden. Die Verluste in der Landwirtschaft in der Umgebung des Sees waren weitreichend; die Ernte wurde praktisch vollständig vernichtet und mehr als 150 Traktoren wurden beschädigt.
Als die rückwärtige Augenwand das Gebiet überquerte, kehrte sich die Flutsituation um, und die Flut brach die Deiche am nördlichen Ufer des Sees und verursachte dort ähnliche Überschwemmungen, wenn auch in geringerem Ausmaß. Route 98, damals bekannt als Connor’s Highway, musste für mehrere Monate gesperrt werden, weil die Brücke über den Okeechobee River bei Taylor Creek während des Sturms 45 m flussaufwärts gespült wurde. Im Okeechobee County wurden Häuser am See durch die Sturmflut zerstört, und in der Stadt Okeechobee wurden Wohngebäude durch Winde von mindestens 140 km/h stark beschädigt oder demoliert, wobei Bauten aus Backstein oder Beton meist nur leicht beschädigt wurden. Eine Reihe dreistöckiger Geschäftshäuser stürzte während des Sturms in sich zusammen. Die Städte Clewiston und Moore Haven liefen voll Wasser, doch die meisten Gebäudeschäden hier gingen auf starke Winde zurück. Fast alle Straßen wurden unpassierbar und die Kommunikationsverbindungen wurden fast vollständig ausgelöscht. Insgesamt gab es im Okeechobee County 27 registrierte Opfer des Hurrikans.
Auf Kreamer Island wurden viele Bewohner über den Sturm informiert, als es zum Verlassen des Gebiets bereits zu spät war. In manchen Häusern suchen 20 bis 30 Personen Schutz, und später standen sie auf Tischen und Stühlen, um über Wasser zu bleiben. Viele der Häuser wurden von ihren Fundamenten gespült, bis sie in Kiefernreihen hängenblieben, andere schwammen bis zu einem Kilometer weit davon. Trotz alldem ertrank auf der Insel nur eine Person. Auch die Bewohner von Torry Island hatten nicht genug Zeit, sich ausreichend auf den Sturm vorzubereiten. Sie versuchten sich in Sicherheit zu bringen, doch der Dammweg war bereits überflutet, wodurch 23 Personen gezwungen waren, in einer Konservenfabrik Zuflucht zu suchen. Als das Wasser in das Gebäude eindrang, waren die Eingeschlossenen gezwungen, in das Dachgestühl zu klettern. Schließlich drückte die Flut das Bauwerk in einen benachbarten Kanal; zehn Personen ertranken, die anderen 13 konnten sich meist dadurch retten, dass sie sich an eine Barke und an Bäume klammerten, und eine Frau überlebte, weil sie sich an einem Telegrafenmasten festband. Andere Überlebende wurden von der Flut weit mitgerissen; ein Teenager etwa wurde von der Konservenfabrik bis zur Everglades Experiment Station in Belle Glade gespült – über eine Distanz von 13 km. Auf Ritta Island kamen eine Reihe von Personen um, denen zwar erfolgreich die Flucht auf die Dächer ihrer Häuser gelungen war, dort aber von umstürzenden Bäumen erschlagen oder von Wassermokassinottern gebissen wurden.
In South Bay wurden fast alle Wohnhäuser zerstört, und mehrere öffentlichen Gebäude wurden abgedeckt. Mindestens 160 Bewohner der Stadt wurden durch die Sturmauswirkungen getötet. Die Stadt Okeelanta war während der 1920 mehrfach von Überschwemmungen und Feuern geplagt gewesen. Schließlich wurde die Stadt während des Hurrikans stark überschwemmt und in der Folge von ihren Bewohnern verlassen. Bean City wurde während des Hurrikans ebenfalls zerstört, aber später durch Arthur Wells wieder aufgebaut. Von den Sebring Farms blieben nur vier große Königspalmen aufrecht stehen. In Miami Locks überstand den Hurrikan nur ein Hotel. In diesem Ort kamen 99 Menschen um. In Chosen überlebten in einem Haus, in dem 19 Personen Zuflucht gesucht hatten, nur zwei. Zwanzig andere hatten Unterschlupf in einem Haus gesucht, dessen Dach abgedeckt wurde. Ein anderes Haus, das voll von Zuflucht Suchenden war, wurde von der Flut fast einen Kilometer weit abgetrieben, bis es an einem Bahndamm hängenblieb. Erst da merkten die Menschen in dem Haus, dass dieses davongeschwommen war.

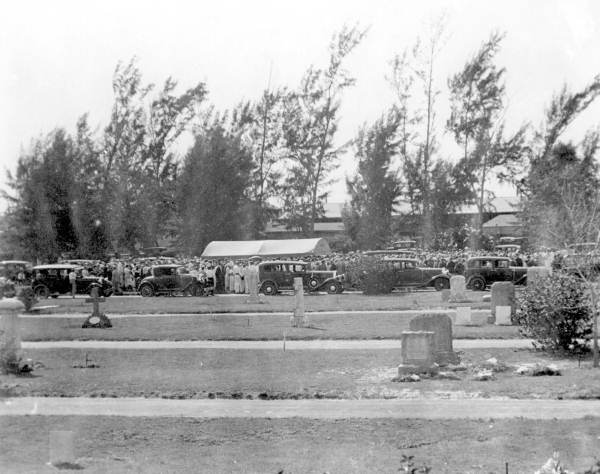
Begräbnis der Opfer des Hurrikans in West Palm Beach, Florida

Das Flutwasser blieb für einige Wochen, was die Aufräumarbeiten stark beeinträchtigte. Die Bestattungsdienste waren schnell überlastet, so dass viele der Leichen in Massengräbern begraben werden mussten. Ungefähr 75 % der Toten waren in der Landwirtschaft beschäftigte Wanderarbeiter, was die Identifizierung der Toten und Vermissten sehr schwierig machte. Aus diesem Grund war die Zahl der Opfer nicht genau bestimmbar. Das Amerikanische Rote Kreuz schätzte die Zahl der Opfer auf 1836, was für viele Jahre der offizielle Wert des Nationalen Wetterdienstes der Vereinigten Staaten war. Ältere Quellen geben für die Gesamtzahl der Opfer, einschließlich derer in der Karibik, 3411 an. Seit dem Jahr 2003 gibt der Nationale Wetterdienst „mindestens“ 2500 Opfer an, was den Okeechobee-Hurrikan nach dem Galveston-Hurrikan (1900) zur Naturkatastrophe mit der zweithöchsten Zahl an getöteten Personen in den Vereinigten Staaten macht. Ein Massengrab auf dem Port Mayaca Cemetery östlich von Port Mayaca enthält die sterblichen Überreste von 1600 Opfern des Hurrikans.

#### Zentral- und Nordflorida
In Fort Myers war der Sachschaden weitgehend gering und beschränkte sich zumeist auf Unmengen von Booten und Fischkuttern entlang der Uferlinie. Fast alle Zigarettenfabriken in Tampa mussten die Produktion einstellen, weil Wind und Regen zu viel Feuchtigkeit in die Bauwerke brachte. Vor der Küste lief der Fischkutter Wallace A. McDonnell bei Piney Point auf Grund; die Besatzung überlebte. Der kubanische Frachter Isabel Alvado sank vor Boca Grande. Die Crew wurde von der U.S. Coast Guard gerettet und später deportiert. Im Martin County wurde die Brücke zwischen Stuart und Palm City schwer beschädigt und infolgedessen für den Verkehr geschlossen. Zur Querung des St. Lucie River wurde eine Fähre eingerichtet, die bis zum Abschluss der Brückenreparatur im Sommer 1929 betrieben wurde. In Fort Pierce beschränkten sich die Schäden weitgehend auf die Gebiete am Wasser. Ein Lagerhaus, Fischverarbeitungsbetriebe, Docks und eine Brücke über den Indian River wurden zerstört, und bei mehreren weiteren Bauwerken wurde das Dach abgedeckt. Der Sachschaden in der Stadt summierte sich auf etwa 150.000 US-Dollar (in Preisen von 1928; in heutigen Preisen 2.373.500 US-Dollar).
Im Hinterland von Zentral- und Nordflorida beschränkten sich die Auswirkungen auf Schäden an der Landwirtschaft, insbesondere Zitronen und auf Windschäden an Gebäuden. Zwischen Sebring und Lake Wales wurden 200 Telefonmasten umgerissen. In Bartow wurden Schaufensterscheiben zerschlagen und Beschilderungen heruntergerissen; mehrere Dächer und Schornsteine wurden beschädigt. Windböen von bis zu 110 km/h fegten über Lakeland hinweg. Viele Bäume wurden entwurzelt und mehrere Häuser wurden beschädigt, darunter das Krankenhaus und Gewerbebetriebe. Auf dem Campus des Florida Southern College (FSC) stürzte die Nordseite der Sporthalle ein, und andere Gebäude auf dem Campus wurden weniger stark beschädigt. Die Zitronenbäume im Umfeld des FSC verloren die meisten ihrer Früchte. Der Sachschaden in Lakeland wurde mit 50.000 US-Dollar (1928; in heutigen Preisen 791.200 US-Dollar). Windgeschwindigkeiten von bis zu 80 km/h wirkten sich auf Jacksonville aus und verursachten in Jacksonville Beach geringe Schäden.

### Anderswo
Der durch den Hurrikan verursachte Schaden in den Vereinigten Staaten außerhalb Floridas war geringfügig. In Georgia wurden in der Umgebung von Savannah niedrig gelegene Straßen überflutet. Außerdem knickte starker Wind Bäume und Stromleitungen um. Starker Regen trat vom östlichen Florida über die Küstengebiete in Georgia und den beiden Carolinastaaten bis ins südöstliche Virginia auf. Die höchste Gesamtregenmenge wurden mit 318 mm in Darlington, South Carolina gemessen. Der Sturm verursachte Überflutungen in North Carolina und brachte starken Sturm und eine Sturmflut von 2,1 m in die Umgebung von Norfolk, Virginia. Nachdem der Hurrikan seine tropischen Eigenschaften verloren hatte, wurde das Windfeld sehr groß. In Atlantic City, New Jersey wurden Windgeschwindigkeiten von 122 km/h gemessen, obwohl das Sturmzentrum weitab von der Stadt blieb.

## Nachwirkung
Unmittelbar nach dem Durchziehen des Sturms wurde aus nahegelegenen Städten Hilfe entsandt. Früh am 18. September fuhr ein Zug mit 20 Ärzten und 20 Krankenschwestern von Miami nach West Palm Beach. Das Miami Red Cross Citizens Relief Committee wurde gegründet, um den vom Sturm Betroffenen zu helfen. Es schickte Brot, Milch, Kaffee und Zucker sowie Decken, Hängematten und medizinische Güter. In dem ersten Hilfszug saß auch der demokratische Senator Joseph T. Robinson, der bei der Präsidentschaftswahl in dem Jahr für das Amt des Vizepräsidenten nominiert war. Mindestens 100 Personen wurden zu medizinischen Behandlungen nach Miami gebracht. In Lake Worth wurden 25 Verletzte im Gulf Stream Hotel und der örtlichen Feuerwache behandelt.

### Aspekte der Rassentrennung

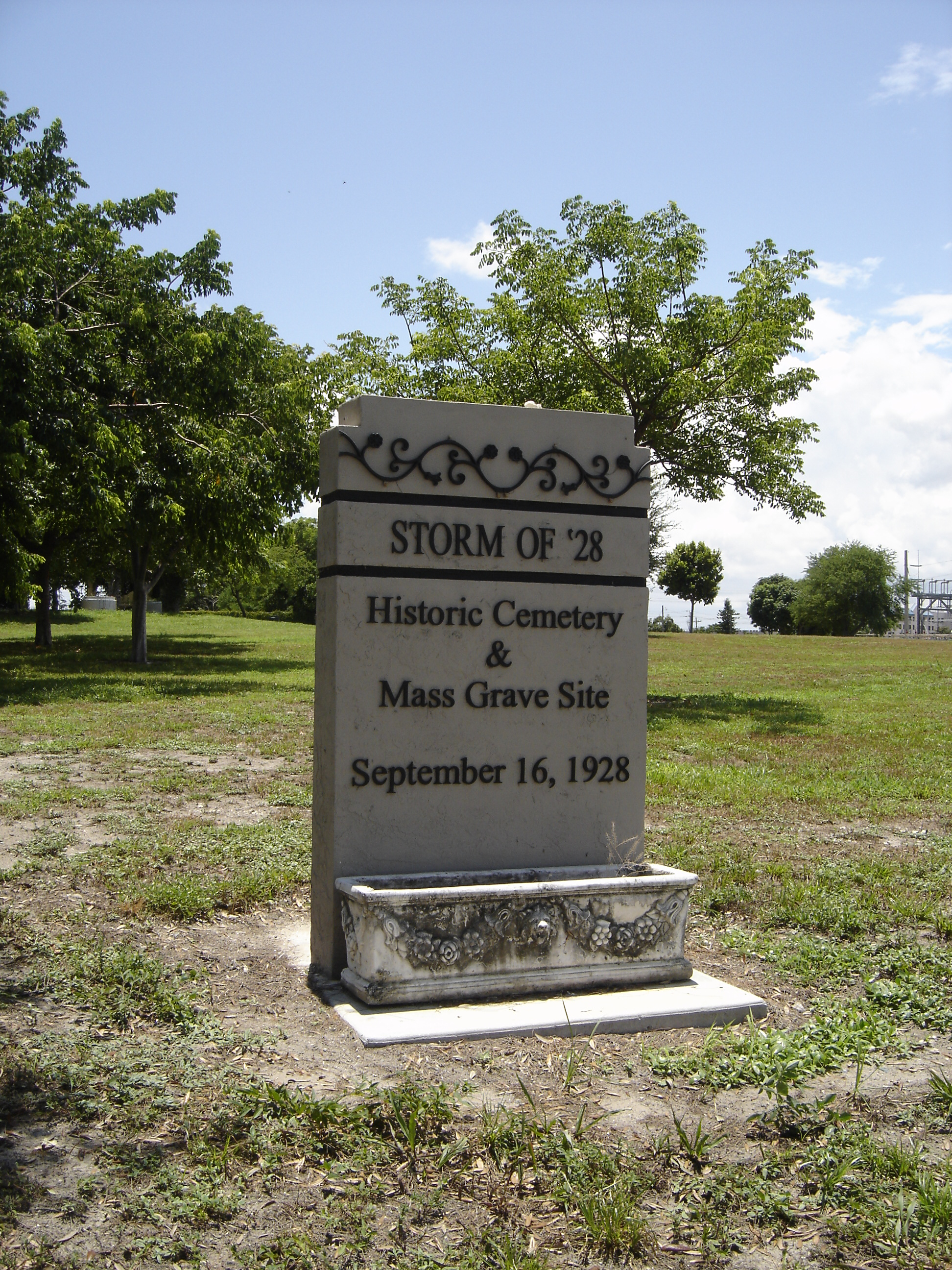
Die Stätte des Massengrabs in West Palm Beach

Obwohl der Sturm alles, was sich ihm in den Weg stellte, zerstörte, war in Florida die Opferzahl in den wirtschaftlich ärmeren und zugleich tiefliegenden Gebieten rund um den See, darunter Belle Glade, Chosen, Pahokee, South Bay und Bean City, weitaus am höchsten. Rund 75 % der Opfer waren Wanderlandarbeiter zumeist schwarzer Hautfarbe. Auch bei den Aufräumarbeiten verrichteten Schwarze die meiste Arbeit, und von den wenigen vorhandenen Särgen wurden fast alle für die Leichen der Weißen benutzt. Beerdigungen wurden segregiert. Die weißen Opfer des Hurrikans wurden geordnet auf dem Woodlawn Cemetery in Downtown West Palm Beach bestattet, und nur hier wurde ein Denkmal für die Toten errichtet.
Die schwarzen Toten wurden entweder verbrannt oder in Massengräbern wie in West Palm Beach oder Port Mayaca verscharrt. Ein Einwohner der Stadt West Palm Beach gründete viel später eine Bürgerinitiative, um für das Gedenken an die schwarzen Opfer des Sturmes zu kämpfen, und im Jahr 2000 kaufte die Stadtverwaltung die Stätte des Massengrabs und begann mit der Planung eines Denkmals. Die Hurricane of 1928 African American Mass Burial Site wurde zwei Jahre später in das National Register of Historic Places aufgenommen, und ein Marker des Bundesstaates wurde 2003 anlässlich des 75. Jahrestages des Hurrikans aufgestellt. Die Auswirkungen des Hurrikans auf die schwarzen Wanderarbeiter wurde von Zora Neale Hurston in dem Roman Vor ihren Augen sahen sie Gott verarbeitet.

### Verbesserte Bauvorschriften
Durch die Nachwirkungen des Hurrikans im Küstengebiet Floridas wurde offensichtlich, dass gut konstruierte Gebäude mit Fensterläden praktisch keine Schäden durch den Wind davongetragen haben, während dieser bei einfacheren Gebäuden ernste strukturelle Probleme verursachte. Gebäude mit einem stabilen Rahmen und solche aus Stahl, Beton, Ziegel oder Stein waren größtenteils unempfindlich gegenüber dem Wind, und die Verwendung von Fensterläden verhinderte Schäden an Fenstern und Innenräumen. Da beim Miami-Hurrikan 1926 ein ähnliches Muster entdeckt wurde, war ein bleibendes Resultat des Sturms im Jahr 1928, dass die Bauvorschriften in Südflorida verbessert wurden.

### Hochwasserschutz

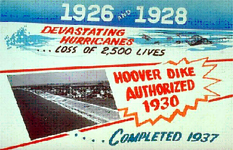
Ein Schild wirbt für die Fertigstellung des Hoover Dike.

Um den Auswirkungen einer erneuten Katastrophe wie dem Miami-Hurrikan 1926 entgegenzuwirken, beschloss die Florida State Legislature die Schaffung des Okeechobee Flood Control District, der mit dem U.S. Army Corps of Engineers Maßnahmen zur Flutkontrolle unternehmen sollte. Nachdem sich Präsident Herbert Hoover persönlich vor Ort informiert hatte, erstellte das Corps einen neuen Plan zum Bau von Flutwasserkanälen, Kontrollschleusen und hohen Levées entlang der Ufer des Lake Okeechobee. Ein langfristiges System zu Zwecken der Flutkontrolle, Wasserkonservierung, Vorbeugung der Versalzung und Erhaltung der Populationen von Fischen und Wild wurde erdacht. Eine der Maßnahmen war der Bau des Herbert Hoover Dike. In der Gegenwart gibt es wachsende Bedenken zur Stabilität des Deichs, weil langfristige Beobachtungen auf Probleme durch Piping und Erosion hinweisen, und nach starken Regenfällen wurde Durchsickern von Wasser gemeldet. Zu den vorgeschlagenen Lösungen dieser Probleme gehören der Bau einer Berme auf der landgewandten Seite des Deiches, deren Beschaffenheit das Durchsickern zulassen, aber Piping verhindern würde.